# Heterographa
Heterographa là một chi bướm đêm thuộc họ Noctuidae.

## Các loài
- Heterographa fabrilis (Püngeler, 1909)
- Heterographa sibirica Staudinger, 1896
- Heterographa tetrastigma Brandt, 1941
- Heterographa thoenyi Ronkay, Varga & Gyulai, 2002
- Heterographa tumulorum Boursin, 1936
- Heterographa zelleri (Christoph, 1877)